# Hoplodrina ochrea
Hoplodrina ochrea là một loài bướm đêm trong họ Noctuidae.